# Ajiaco (Colombia)
El ajiaco bogotano o santafereño es una sopa típica y tradicional de la región de Bogotá, Cundinamarca, Colombia, a base de pollo y diferentes clases de papa. A diferencia de lo que sugiere su nombre, el ajiaco no es picante.

## Historia
En la época de la Colonia, los muiscas, quienes vivían en las actuales regiones de Cundinamarca y Boyacá (altiplano cundiboyacense), preparaban una sopa compuesta por papa, cebolla, maíz y guascas.

## Etimología
El ‘‘Diccionario indio del gran Tolima’’ (Ramírez Sendoya, 1952) registra la acepción “Ajiaco, especie de sancocho con condimento de ají”. Sostiene que su etimología está basada en la palabra del taíno “axí”.

## Descripción
Consiste en una sopa de pollo que contiene tres tipos de papa (criolla, pastusa y sabanera, que le brindan cremosidad gracias a los diferentes niveles de cocción), condimentada con hojas de guasca, hierba que le da su sabor característico.  
Suele incluir mazorcas de maíz tierno, crema de leche y alcaparras encurtidas, pero estos ingredientes no son tradicionales. La arracacha es otro ingrediente poco usado. 
Se sirve generalmente en tazones de barro cocido. Suele servirse acompañado de arroz blanco y una tajada de aguacate, adiciones que no son tradicionales a pesar de su popularidad.